# Зачарованные (телесериал, 2018)
«Зачаро́ванные» (англ. Charmed) — американский фэнтезийный телесериал, разработанный Дженни Снайдер Урман. Шоу является перезапуском одноимённого телесериала 1998—2006 годов. Премьера первого сезона, который состоял из 22 эпизодов и выходил на телеканале The CW, состоялась 14 октября 2018 года.
31 января 2019 года телеканал продлил сериал на второй сезон. 11 октября 2019 состоялась премьера.
В январе 2020 года The CW продлил сериал на третий сезон, который был отложен до января 2021 года из-за пандемии COVID-19. Премьера третьего сезона состоялась 24 января 2021 года.. 3 февраля 2021 года сериал был продлен на четвертый сезон.
Премьера четвертого сезона состоялась 11 марта 2022 года. 12 мая 2022 года телеканал The CW закрыл телесериал после четырех сезонов.

## Сюжет
После смерти матери три сестры — Мэйси (Мэделин Манток), Мэл (Мелони Диас) и Мэгги (Сара Джеффри) — обнаруживают в себе сверхъестественные силы. Они должны использовать Силу Трёх, чтобы бороться со злом.

## В ролях

### Основной состав
= Главная роль в сезоне
     = Второстепенная роль в сезоне
     = Гостевая роль в сезоне
     = Не появляется
| Мелони Диас      | Мэл Вера                         | 22 | 19 | 18 | 13 | 72 |
| Мэделин Манток   | Мэйси Вон                        | 22 | 19 | 18 |    | 59 |
| Сара Джеффри     | Мэгги Вера                       | 22 | 19 | 18 | 13 | 72 |
| Сер’Дариус Блэйн | Гэлвин Бёрдетт                   | 16 |    |    |    | 16 |
| Эллен Тамаки     | Нико Хамада                      | 15 |    |    |    | 15 |
| Руперт Эванс     | Гарри Гринвуд / Тёмный хранитель | 21 | 19 | 18 | 13 | 71 |
| Ник Харгроув     | Паркер Вагнер-Кейн               | 15 | 5  |    |    | 20 |
| Джордан Доника   | Джордан Чейз                     |    | 16 | 14 | 13 | 43 |
| Поппи Дрейтон    | Эбигейл Джеймсон-Кейн            |    | 13 | 13 |    | 26 |
| Люси Барретт     | Микаэла «Каэла» Дансо            |    |    |    | 13 | 13 |
| Всего эпизодов   | Всего эпизодов                   | 22 | 19 | 18 | 13 | 72 |

### Второстепенный состав
| Валери Крус       | Марисоль Вера   | 8  | 1  | 1  |    | 10 |
| Натали Холл       | Люси            | 11 |    |    |    | 11 |
| Константин Русули | Хантер Кейн     | 6  |    |    |    | 6  |
| Крэйг Паркер      | Аластер Кейн    | 11 |    |    |    | 11 |
| Вирджиния Уильямс | Чарити Каллахан | 9  |    |    |    | 9  |
| Лев Пайпс         | Фиона Каллахан  | 8  |    |    |    | 8  |
| Алэйс Шеннон      | Джада Шилдс     | 11 |    |    |    | 11 |
| Риа Килстедт      | Джулия Вагнер   | 9  |    |    |    | 9  |
| Ева Ла Дар        | Мама Роз        | 4  |    |    |    | 4  |
| Бетани Браун      | Руби В.         |    | 3  | 7  | 4  | 14 |
| Кристин Парк      | Свон            |    | 9  | 6  | 2  | 17 |
| Шива Калайселван  | Катрина Чандра  |    | 5  |    |    | 5  |
| Эрик Бальфур      | Джулиан Ши      |    | 7  | 2  |    | 9  |
| Пейтон Лист       | Надиа           |    | 3  | 2  |    | 5  |
| Мелинда Макгроу   | Вивиан Лорен    |    | 4  | 2  |    | 6  |
| Нэйтан Уитти      | Годрик          |    | 5  |    |    | 5  |
| Феликс Солис      | Рэй Вера        |    | 3  |    | 2  | 5  |
| Кейт Бёртон       | Селеста         |    | 2  | 4  |    | 6  |
| Джейсон Диаз      | Антонио         |    |    | 6  |    | 6  |
| Дж. Дж. Хоукинс   | Кевин           |    |    | 3  |    | 3  |
| Марея Салазар     | Жозефина Рейес  |    |    | 5  | 2  | 7  |
| Арье-Ор           | Мо              |    |    | 5  |    | 5  |
| Хезер Дорксен     | Аладрия         |    |    | 5  |    | 5  |
| Капиль Талвалкар  | Дев             |    |    |    | 6  | 6  |
| Ши Не Нильсон     | Рокси           |    |    |    | 8  | 8  |
| Джессика Хейлс    | Санни           |    |    |    | 8  | 8  |
| Джейсон Симпсон   | Дункан          |    |    |    | 7  | 7  |
| Всего эпизодов    | Всего эпизодов  | 22 | 19 | 18 | 13 | 72 |

### Основной состав
- Мэделин Манток — Мэйси Вон, 29 лет, старшая из сестер. Владеет телекинезом. Умерла при рождении и была воскрешена некроманткой. Тёмная сторона дала ей возможность видеть глазами убийцы, а также (во втором сезоне) огненную силу. В заключительной серии третьего сезона умирает как и Прю[9].
- Мелони Диас — Мэл Вера, единоутробная сестра  Мэйси и Мэгги, может «замораживать» время. Во втором сезоне ее дар развился до влияния на предметы на молекулярном уровне (кипячения, замораживания и т.д.)
- Сара Джеффри — Мэгги Вера, 20 лет, младшая сестра. Владеет силой эмпата (может читать мысли). Во втором сезоне получила дар предвидения.
- Руперт Эванс — Гарри Гринвуд, Хранитель сестёр, англичанин;  Джеймс "Джимми" Уэствел, Темный хранитель (Темная сторона Гарри)
- Эллен Тамаки — Нико Хамада, бывшая девушка Мэл.
- Сер’Дариус Блэйн — Гэлвин, бывший парень Мэйси.
- Ник Харгроув — Паркер Кейн, бывший парень Мэгги.
- Люси Баррет – Микаэла «Каэла» Дансо, художница и механик из Филадельфии, обладающей волшебной силой проявления воображения. После смерти Мэйси в третьем сезоне выясняется, что Каэла - новая Зачарованная, которая помогает восстановить Силу Трех, хотя ее связи с Мэгги и Мел остаются неоднозначными на момент ее представления.

### Второстепенный состав
- Валери Крус — Марисоль Вера, мать сестёр.
- Крэйг Паркер — Аластер Кейн, начальник Мэйси, демон, отец Паркера и Хантера.
- Алэйс Шеннон — Джада Шилдс, ведьма-оборотень, которая связана с С’Арканой и имеет кокетливую связь с Мел. Она утверждает, что была союзником покойной Марисоль.
- Константин Русули — Хантер Кейн, демонический ассасин, старший сын Аластера Кейна и единокровный брат Паркера.
- Вирджиния Уильямс — старейшина Чарити Каллахан, бывшая девушка Гарри, друг Зачарованных сестёр. Случайно убила Марисоль.
- Риа Килстедт — доктор Джулия Вагнер, новая начальница Мейси в лаборатории, бывшая жена Аластера и мать Паркера.  Убита Хантером Кейном.
- Натали Холл — Люси, бывшая подруга Мэгги и бывшая девушка Паркера.
- Чарли Гиллиспи — Брайан, бывший парень Мэгги.

## Список серий
| Сезон | Серии | Серии | Даты показа     | Даты показа     | Ранк | Среднее количество зрителей (в миллионах) |
| Сезон | Серии | Серии | Первая серия    | Последняя серия | Ранк | Среднее количество зрителей (в миллионах) |
| ----- | ----- | ----- | --------------- | --------------- | ---- | ----------------------------------------- |
| 1     | 22    | 22    | 14 октября 2018 | 19 мая 2019     | 139  | 0.85                                      |
| 2     | 19    | 19    | 11 октября 2019 | 1 мая 2020      | 129  | 0.63                                      |
| 3     | 18    | 18    | 24 января 2021  | 23 июля 2021    | 152  | 0.38                                      |
| 4     | 13    | 13    | 11 марта 2022   | 10 июня 2022    | TBA  | TBA                                       |

### Сезон 1 (2018—2019)
| № общий | № в сезоне | Название                                            | Режиссёр         | Автор сценария | Дата премьеры   | Зрители в США (млн) |
| --- | ---------- | --------------------------------------------------- | ---------------- | --- | --------------- | ------------------- |
| 1 | 1          | «Пилот» «Pilot»                                     | Брэд Сильберлинг | Сюжет : Джессика О'Тул и Эми Рардин & Дженни Снайдер Урман и Констанс М. Бёрдж Телесценарий : Джессика О'Тул и Эми Рардин | 14 октября 2018 | 1.57                |
| Жизнь юных сестёр Вера в одночасье меняется, когда их мать погибает при жутких обстоятельствах, а на пороге дома появляется девушка по имени Мэйси, представившаяся их старшей сестрой. Но удивительные и пугающие события на этом не заканчиваются – ведь вскоре сестры открывают в себе невиданные ранее силы, а новый заведующий кафедрой феминологии Гарри Гринвуд раскрывает девушкам глаза на их истинную сущность и предлагает сделать непростой выбор – стать ведьмами и найти убийцу матери, либо забыть всё и вернуться к обычной жизни.                                                                           |            |                                                     |                  | |                 |                     |
| 2 | 2          | «Выпустите маму» «Let This Mother Out»              | Ванэсса Пэрис    | Джессика О'Тул и Эми Рардин                                                                                               | 21 октября 2018 | 1.32                |
| Пытаясь понять, кому можно доверять – духу из доски или новоявленному Хранителю, о котором они, по сути, ничего не знают, ведьмы решают испытать на последнем сыворотку правды и выпытать его истинные намерения. Однако волей случая отвар попадает не по адресу, вскрывая секреты Нико и ставя Мэл перед непростым выбором. Между тем, игнорируя скептицизм Мэйси, сестры принимают решение самостоятельно освободить мать, не подозревая, к чему это приведет. Гарри же пытается выяснить, что за демон напал на сотрудницу лаборатории Вон, а Мэгги, стараясь справиться со свои даром, открывает для себя много нового. |            |                                                     |                  | |                 |                     |
| 3 | 3          | «Сладкоежка» «Sweet Tooth»                          | Майкл А. Алловиц | Джоуи Фалько | 28 октября 2018 | 1.13                |
| Тренировки Гарри не дают ожидаемого эффекта – одна из его учениц никак не может сосредоточиться, чтобы применять свои силы вовремя, вторая все время отвлечена на мирские дела, а третья стремится использовать слишком опасные заклинания без особой нужды. Вместе с тем ведьмы начинают поиски Предвестника и его сосуда,для чего Мэгги придумывает беспроигрышный вариант, который заодно должен решить её проблемы с «Каппой». Мэл же начинает переживать из-за постоянной лжи Нико, а Мэйси делится с сестрами подробностями своего прошлого.                                                                           |            |                                                     |                  | |                 |                     |
| 4 | 4          | «Изгони своих демонов» «Exorcise Your Demons»       | Мелани Майрон    | Маркос Луеванос | 4 ноября 2018   | 0.96                |
| Нико и Трипп собираются поговорить с девушками, но этому не дано свершиться. Сёстры справляются с новостями о духе их матери и её наследии, которые они узнают благодаря старейшине. Перегруженной Мэгги приходит помощь с подготовкой к экзаменам. |            |                                                     |                  | |                 |                     |
| 5 | 5          | «Другие Женщины» «Other Women»                      | Амин Кадерали    | Джордж Норти | 11 ноября 2018  | 0.95                |
| Мэл беспокоится о безопасности Нико и вместе с Гарри придумывает план по её защите, но ей понадобится помощь сестёр. Мэгги замечает, что Мэйси расстроена из-за ситуации с Галвином. Когда они обсуждают это, открываются новые подробности. К Мэгги обращается за помощью её сестра по «Каппе», Люси, но Мэгги скрывает от неё правду, чтобы не разрушить своё будущее в этом женском обществе. |            |                                                     |                  | |                 |                     |
| 6 | 6          | «Дух Каппы» «Kappa Spirit»                          | Джэффри У. Берд  | Эммилу Диаз | 18 ноября 2018  | 0.96                |
| Мэгги пытается примириться с Люси и замечает новую незнакомую девушку в Каппе, поэтому просит Мэл разузнать о ней. Мэйси сомневается насчет того, что увидела в Галвине, и приходит на его день рождения. Она получает зашифрованное сообщение о своём прошлом, которым хочет поделиться с сёстрами, но у тех двоих тоже есть секреты от неё. |            |                                                     |                  | |                 |                     |
| 7 | 7          | «Потеря Серпа» «Out of Scythe»                      | Джеми Трэвис     | Сара Голдфингер | 25 ноября 2018  | 0.87                |
| После необычной сейсмической активности Гарри делает неожиданное заключение. Сёстры должны объединиться, чтобы побороть нового демона. В то же время у Мэйси открываются невиданные прежде возможности на работе, а Мэгги мучает совесть из-за Паркера. |            |                                                     |                  | |                 |                     |
| 8 | 8          | «Кыш, насекомое!» «Bug A Boo»                       | Ванэсса Парис    | Зои Маршалл | 2 декабря 2018  | 0.93                |
| Во время охоты на демона Мэл, Гарри и Чэрити получают подсказки для поиска следующего. Одной из сестёр грозит опасность. Мэгги получает перспективную работу. Мэйси преодолевает себя с помощью сестры, а Мэл не готова к новым заданиям Старейших. |            |                                                     |                  | |                 |                     |
| 9 | 9          | «Рождественский ад» «Jingle Hell»                   | Майкл Ланж       | Джессика О'Тул и Эми Рардин                                                                                               | 9 декабря 2018  | 0.94                |
| Мел впервые приходит в Саркану — группировку ведьм, отказавшихся подчиняться Старейшим. Хантер и Паркер похищают из румынской церкви амулет архангела. Зачарованные готовятся к Рождеству. Мэгги приглашает на праздник отца. Гэлвин узнаёт тайну сестёр. |            |                                                     |                  | |                 |                     |
| 10 | 10         | «Успокойся и действуй» «Keep Calm And Harry On»     | Ванэсса Парис    | Элисса Ли | 20 января 2019  | 0.82                |
| Ведьмы хотят спросить о Гарри у старейшин. Мэл, которой всё ужасно надоело, ищет помощи у Джады, но сёстры даже не подозревают об этом. Столкнувшись с новой угрозой, Мэгги неожиданно для себя открывает новую силу, о которой даже не догадывалась. Тем временем Гэлвин рассказывает Мэйси последние новости, которые повергают её в шок. |            |                                                     |                  | |                 |                     |
| 11 | 11         | «Идеальная ведьма» «Witch Perfect»                  | Джина Родригез   | Наталия Фернандэз | 27 января 2019  | 0.88                |
| Мэйси собирается поделиться важной информацией, которую ей удалось узнать вместе с сестрами, однако их реакция приводит её в замешательство. Мэгги хочет поднять себе настроение, и поэтому собирается поучаствовать в коллективе капеллы, но начинает убеждаться, что здесь происходит нечто странное. Тем временем у Мэл неожиданная встреча с кем-то из прошлого. |            |                                                     |                  | |                 |                     |
| 12 | 12         | «Для меня ты мертва» «You're Dead To Me»            | Брэд Сильберлинг | Майкл Рейсз | 17 февраля 2019 | 0.77                |
| Ослушавшись Гарри, Мэйси обращается к некроманту, чтобы получить ответы на свои вопросы, а тот подвергает её серьёзной опасности. Мэгги отправляется на вечеринку к Люси, где собирается отвлечься от последних событий в своей жизни. Тем временем Мэл помогает Гарри вспомнить нечто важное. |            |                                                     |                  | |                 |                     |
| 13 | 13         | «Маниакальный кошмар Пикси» «Manic Pixie Nightmare» | Мэлани Мэйрон    | Джессика О'Тул и Эми Рардин                                                                                               | 3 марта 2019    | 0.74                |
| 14 | 14         | «Прикосновение Демона» «Touched By A Demon»         | Стюарт Гиллард   | Джоуи Фалько | 10 марта 2019   | 0.74                |
| 15 | 15         | «Переключатели и камни» «Switches & Stones»         | Клаудия Ярми     | Джордж Норси | 17 марта 2019   | 0.65                |
| 16 | 16         | «Помни о смерти» «Memento Mori»                     | Норман Бакли     | Эммилу Диаз | 24 марта 2019   | 0.59                |
| 17 | 17         | «Капитуляция» «Surrender»                           | Мэган Фоллоус    | Сара Голдфингер | 31 марта 2019   | 0.70                |
| 18 | 18         | «Подмена» «The Replacement»                         | Грэг Биман       | Маркос Луиванос и Зои Маршал                                                                                              | 21 апреля 2019  | 0.67                |
| 19 | 19         | «Первоисточник» «Source Material»                   | Стюарт Гиллард   | Наталия Фернандэз и Элисса Ли                                                                                             | 28 апреля 2019  | 0.71                |
| 20 | 20         | «Засада» «Ambush»                                   | Джеффри У. Берд  | Миа Кэтрин Айверсон | 5 мая 2019      | 0.60                |
| 21 | 21         | «Красный дождь» «Red Rain»                          | Аня Адамс        | Майкл Рэйш | 12 мая 2019     | 0.63                |
| 22 | 22         | «Пробуждение источника» «The Source Awakens»        | Ванэсса Парис    | Джессика О'Тул, Эми Рардин и Картер Ковингтон                                                                             | 19 мая 2019     | 0.59                |

### Сезон 2 (2019—2020)
| № общий | № в сезоне | Название                                                                                    | Режиссёр           | Автор сценария                                                       | Дата премьеры   | Зрители в США (млн) |
| --- | ---------- | ------------------------------------------------------------------------------------------- | ------------------ | -------------------------------------------------------------------- | --------------- | ------------------- |
| 23 | 1          | «Безопасное место» «Safe Space»                                                             | Стюарт Гиллард     | Лиз Крюгер и Крэйг Шапиро                                            | 11 октября 2019 | 0.66                |
| Мэйси, Мэгги и Мел берут на себя обязанности Старейшин, которые были уничтожены. Они осознают ответственность своих новых ролей и решают, смогут ли они справиться со своими обязанностями. У Мэгги день рождения, но она не хочет его праздновать с размахом, но не получается из-за её сестёр. После дня рождения, на следующий день Мэйси делает шокирующее объявление. Появляется таинственный враг, который нападает на Зачарованных. Гарри встречается с ним лицом к лицу. Мэгги очень понравился красивый незнакомец. |            |                                                                                             |                    |                                                                      |                 |                     |
| 24 | 2          | «Чем заняться в Сиэтле, когда ты умрешь» «Things To Do In Seattle When You're Dead»         | Ник Гомез          | Джоуи Фалько                                                         | 18 октября 2019 | 0.73                |
| 25 | 3          | «Осторожно, потому что ты ведьма» «Careful What You Witch For»                              | Джина Ламар        | Ники Рэнна                                                           | 25 октября 2019 | 0.73                |
| 26 | 4          | «Деконструировать Гарри» «Deconstructing Harry»                                             | Кен Финк           | Наталья Фернандес и Джэффри Либер                                    | 1 ноября 2019   | 0.66                |
| 27 | 5          | «Правда о кошках и собаках» «The Truth About Kat And Dogs»                                  | Тэсса Блэйк        | Джоанна Ли                                                           | 8 ноября 2019   | 0.58                |
| 28 | 6          | «Когда летят искры» «When Sparks Fly»                                                       | Брэнди Брэдбёрн    | Джессика О'Тул и Эми Рардин                                          | 15 ноября 2019  | 0.66                |
| 29 | 7          | «Прошлое - это настоящее» «Past Is Present»                                                 | Пи Джэй Пешэ       | Телесценарий : Наталия Фернандэз и Блэйк Тэйлор Сюжет : Блэйк Тэйлор | 22 ноября 2019  | 0.77                |
| 30 | 8          | «Правила ведения боевых действий» «The Rules Of Engagement»                                 | Келли Уиллиамс     | Зои Маршал                                                           | 6 декабря 2019  | 0.61                |
| 31 | 9          | «Угадай, кто приедет в безопасное место в Сиэтле» «Guess Who's Coming to SafeSpace Seattle» | Майкл Гой          | Кэролин Таунсэнд                                                     | 17 января 2020  | 0.65                |
| 32 | 10         | «Ругательства» «Curse Words»                                                                | Дуг Аарниокоски    | Азиза Аба Бутэн и Джоуи Фалько                                       | 24 января 2020  | 0.59                |
| 33 | 11         | «Танцуй так, словно никто не колдует» «Dance Like No One is Witching»                       | Майкл А. Алловиц   | Кристина Пинья и Никки Рэнна                                         | 31 января 2020  | 0.62                |
| 34 | 12         | «Необходимо знать» «Needs To Know»                                                          | Джэфф Байрд        | Джоанна Ли, Джессика О'Тул и Эми Рардин                              | 7 февраля 2020  | 0.57                |
| 35 | 13         | «Разорвать круг» «Breaking The Cycle»                                                       | Джозеф Е. Галлахер | Блэйк Тэйлор                                                         | 21 февраля 2020 | 0.60                |
| 36 | 14         | «Внезапная смерть» «Sudden Death»                                                           | Стейси Н. Хардинг  | Томми Кук и Джэффри Либер                                            | 28 февраля 2020 | 0.62                |
| 37 | 15         | «Третий раз будет удачным» «Third Time's The Charm»                                         | Стюарт Гиллард     | Кэролин Таунсэнд                                                     | 27 марта 2020   | 0.65                |
| 38 | 16         | «Враг моего заклятого друга» «The Enemy Of My Frenemy»                                      | Феликс Алькала     | Бьянка Сэмс                                                          | 3 апреля 2020   | 0.57                |
| 39 | 17         | «Поисковый отряд» «Search Party»                                                            | Крэйг Шапиро       | Азиза Аба Бутэйн и Ники Рэнна                                        | 10 апреля 2020  | 0.71                |
| 40 | 18         | «Не оглядывайся назад в гневе» «Don't Look Back In Anger»                                   | Руперт Эванс       | Джоуи Фалько и Зои Маршал                                            | 17 апреля 2020  | 0.62                |
| 41 | 19         | «Небезопасное место» «Unsafe Space»                                                         | Джозеф Е. Галлахер | Джессика О'Тул, Эми Рардин и Кристина Пинья                          | 1 мая 2020      | 0.58                |

### Сезон 3 (2021)
| № общий | № в сезоне | Название                                                                                          | Режиссёр          | Автор сценария                            | Дата премьеры   | Зрители U.S. (млн) |
| --- | ---------- | ------------------------------------------------------------------------------------------------- | ----------------- | ----------------------------------------- | --------------- | ------------------ |
| 42 | 1          | «Неудобная правда» «An Inconvenient Truth»                                                        | Стюард Гиллард    | Наталия Фернандэз                         | 24 января 2021  | 0.46               |
| Жизнь главных героинь вновь оказывается под большой угрозой. На сей раз опасность связана даже не с демонами, или другими темными созданиями. Угроза исходит от представителей самого опасного вида животных на планете, от людей. Представители группировки Фракция – это люди, что знают о существовании волшебного мира, хотя сами не являются его частью. В настоящий момент они приближаются к дому сестер, чтобы поймать их ради своих загадочных и мрачных экспериментов. Тем временем Гарри и Мэйси очень стараются определить свои взаимоотношения. |            |                                                                                                   |                   |                                           |                 |                    |
| 43 | 2          | «Кто-то должен умереть» «Someone's Going to Die»                                                  | Менхадж Худа      | Джэффри Либер и Кэрри Уильямс             | 31 января 2021  | 0.42               |
| 44 | 3          | «Сортировка» «Triage»                                                                             | Пи Джэй Песке     | Лиз Крюгер и Крэйг Шапиро                 | 14 февраля 2021 | 0.37               |
| 45 | 4          | «Не трогай это» «You Can't Touch This»                                                            | Бола Огун         | Джоуи Фалько и Джеральдина Элизабет Иноа  | 21 февраля 2021 | 0.30               |
| 46 | 5          | «Будь собой» «Yew Do You»                                                                         | Джэймс Джэнн      | Джоанна Ли и Кристина Пинья               | 28 февраля 2021 | 0.34               |
| 47 | 6          | «Личный враг номер один» «Private Enemy No. 1»                                                    | Джэймс Джэнн      | Азиза Аба Бутэйн и Никки Рэнна            | 14 марта 2021   | 0.40               |
| 48 | 7          | «Ведьмин выход» «Witch Way Out»                                                                   | Менхадж Худа      | Наталья Фернандэз и Кэролин Таунсэнд      | 21 марта 2021   | 0.32               |
| 49 | 8          | «О, запутанная паутина» «O, The Tangled Web»                                                      | Гири Маклеод      | Сидни Кваши и Бьянка Сэмс                 | 28 марта 2021   | 0.33               |
| 50 | 9          | «Я не говорю о колдовстве» «No Hablo Brujeria»                                                    | Руперт Э.К. Эванс | Джеральдина Элизабет Иноа и Джэффри Либер | 11 апреля 2021  | 0.34               |
| 51 | 10         | «Ведьма-Ха» «Bruja-Ha»                                                                            | Джо Галлахер      | Джоуи Фалько и Блэйк Тэйлор               | 18 апреля 2021  | 0.43               |
| 52 | 11         | «Ведьмовское мышление» «Witchful Thinking»                                                        | Кеннет Финк       | Джоанна Ли & Наталия Фернандез            | 7 мая 2021      | 0.36               |
| 53 | 12         | «Призрачное исцеление» «Spectral Healing»                                                         | Жаки Гулд         | Томми Кук & Ники Ренна                    | 14 мая 2021     | 0.40               |
| 54 | 13         | «Теория хаоса» «Chaos Theory»                                                                     | Кеннет Финк       | Сидни Кваши & Азиза Аба Бутаин            | 21 мая 2021     | 0.36               |
| 55 | 14         | «Лучшее - враг хорошего» «Perfecti Is the Enemy of Good»                                          | Неизвестно        | Неизвестно                                | 11 июня 2021    | 0.39               |
| 56 | 15         | «Будущее Шредингера» «Schrodinger's Future»                                                       | Неизвестно        | Неизвестно                                | 18 июня 2021    | 0.41               |
| 57 | 16         | «Чего ждать, когда ты ожидаешь Апокалипсис» «What to Expect When You're Expecting the Apocalypse» | Неизвестно        | Неизвестно                                | 25 июня 2021    | 0.36               |
| 58 | 17         | «Буря перед Затишьем» «The Storm Before the Calm»                                                 | Неизвестно        | Неизвестно                                | 16 июля 2021    | 0.42               |
| 59 | 18         | «Мне снился сон...» «I Dreamed a Dream...»                                                        | Неизвестно        | Неизвестно                                | 23 июля 2021    | 0.43               |

### Сезон 4 (2022)
| № общий | № в сезоне | Название                                                                           | Режиссёр           | Автор сценария                   | Дата премьеры  | Произв. код | Зрители в США (млн) |
| ------- | ---------- | ---------------------------------------------------------------------------------- | ------------------ | -------------------------------- | -------------- | ----------- | ------------------- |
| 60      | 1          | «Не та девушка» «Not That Girl»                                                    | Кевин Даулинг      | Азиза Аба Бутейн и Джеффри Либер | 11 марта 2022  | 401         | 0.40                |
| 61      | 2          | «Ты не можешь снова вернуться домой» «You Can't Go Home Again»                     | Лиз Крюгер         | Лиз Крюгер и Блейк Тейлор        | 18 марта 2022  | 402         | 0.45                |
| 62      | 3          | «Невезучие зачарованные» «Unlucky Charmed»                                         | Стюарт Гиллард     | Ники Ренна                       | 25 марта 2022  | 403         | 0.30                |
| 63      | 4          | «Рябь» «Ripples»                                                                   | Джозеф Э. Галлахер | Томми Кук и Кэролин Таунсенд     | 1 апреля 2022  | 404         | 0.36                |
| 64      | 5          | «Сестричество путешествующего сэндвича» «The Sisterhood of the Traveling Sandwich» | Руперт Э.К. Эванс  | Джоуи Фалько                     | 8 апреля 2022  | 405         | 0.36                |
| 65      | 6          | «Идёт счетовод» «The Tallyman Cometh»                                              | Киша Шарп          | Сидни Кваши                      | 15 апреля 2022 | 406         | 0.31                |
| 66      | 7          | «Кошки, верблюды и слоны, о Боже...» «Cats and Camels and Elephants, Oh My...»     | Джем Гаррард       | Джеффри Либер и Кристина Пинья   | 29 апреля 2022 | 407         | 0.33                |
| 67      | 8          | «Раскрытый» «Unveiled»                                                             | Жаклин Техеда      | Бьянка Сэмс                      | 6 мая 2022     | 408         | 0.35                |
| 68      | 9          | «Правда или хлопоты» «Truth or Cares»                                              | Эдуардо Санчес     | Кэролин Таунсенд                 | 13 мая 2022    | 409         | 0.34                |
| 69      | 10         | «Хеширование иссякло» «Hashing It Out»                                             | Джозеф Э. Галлахер | Кэрри Уильямс                    | 20 мая 2022    | 410         | 0.30                |
| 70      | 11         | «Божественные тайны сестёр О.Г.» «Divine Secrets of the O.G. Sisterhood»           | Пол Ву             | Джоуи Фалько и Айви Мэлоун       | 27 мая 2022    | 411         | 0.31                |
| 71      | 12         | «Будь добрым. Перемотка.» «Be Kind. Rewind.»                                       | Стюарт Гиллард     | Блейк Тейлор                     | 3 июня 2022    | 412         | 0.36                |
| 72      | 13         | «Конец никогда не закончится» «The End Is Never the End»                           | Кевин Доулинг      | Джеффри Либер и Ники Ренна       | 10 июня 2022   | 413         | 0.39                |

## Производство
В 2017 году телеканал The CW (бывший The WB) принял решение снять ремейк сериала, перенеся действие в настоящее время. Съёмки пилотного эпизода состоялись весной 2018 года. Сериал был официально заказан на первый сезон 11 мая 2018 года.
В сериале имеются некоторые значимые отличия от оригинала. Так, сёстры-ведьмы являются латиноамериканками, а имена всех женщин в семье начинаются с буквы М (в оригинальном сериале — П). Кроме того, средняя сестра Мэл — лесбиянка (в отличие от её прототипа Пайпер), а младшая сестра Мэгги обладает способностью чтения мыслей, что отличает её от оригинала Фиби. Персонажи, в оригинале соответствующие полицейским Энди Трюдо и Деррилу Моррису, соединены в лице женщины-полицейского Нико — девушки Мэл.